# Zoodes liturifer
Zoodes liturifer är en skalbaggsart som först beskrevs av Walker 1871.  Zoodes liturifer ingår i släktet Zoodes och familjen långhorningar.
Artens utbredningsområde är:
- Kenya.
- Mali.
- Moçambique.
- Niger.
- Senegal.
- Zimbabwe.

Inga underarter finns listade i Catalogue of Life.